# Mussorgsky Peaks
Die Mussorgsky Peaks sind zwei rund 500 m hohe Berge im Südwesten der Alexander-I.-Insel vor der Westküste der Antarktischen Halbinsel. Sie ragen 500 m nordwestlich des Mount Grieg auf der Derocher-Halbinsel auf.
Eine Reihe von Bergen in der Umgebung erscheinen erstmals auf Kartenmaterial, das im Zuge der US-amerikanischen Ronne Antarctic Research Expedition entstand. Die hierzu zählenden Mussorgsky Peaks kartierte Derek Searle (1928–2003) vom Falkland Islands Dependencies Survey anhand von Luftaufnahmen, die gleichfalls bei dieser Forschungsreise angefertigt wurden. Das UK Antarctic Place-Names Committee benannte sie am 2. März 1961 nach dem russischen Komponisten Modest Petrowitsch Mussorgski (1839–1881).